# Danko Marinelli

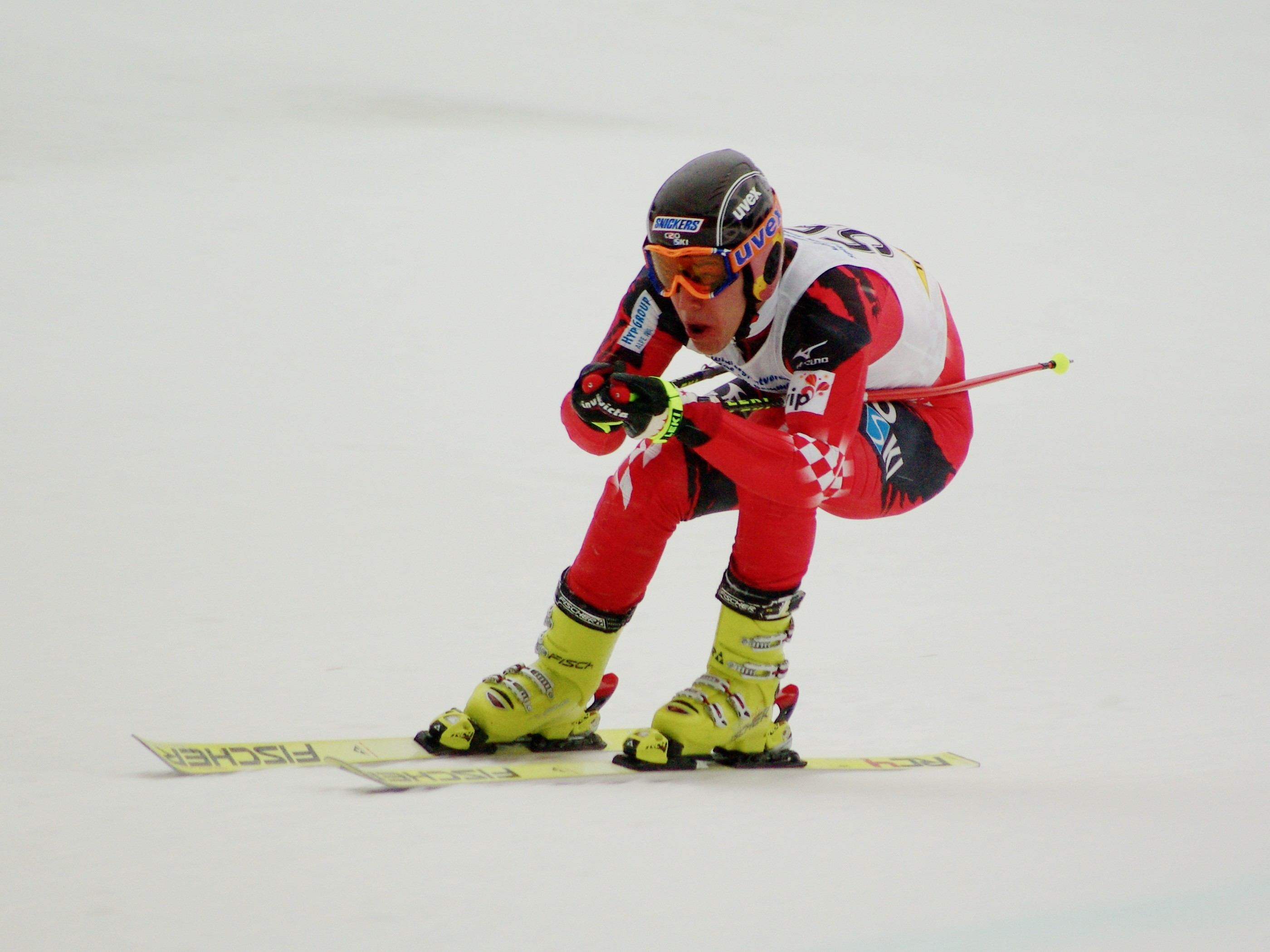
Danko Marinelli

Danko Marinelli, född 30 maj 1987 i Rijeka i Kroatien, är en kroatisk alpin skidåkare.
Marinelli debuterade den 6 januari 2010 i den alpina världscupen. Han deltog i de olympiska vinterspelen 2010.